# Shenzhen (fumetto)
Shenzhen è un fumetto autobiografico in bianco e nero di Guy Delisle, scritto e pubblicato originariamente in francese. È un diario di viaggio su un periodo di tre mesi passato da Delisle a Shenzhen, una megalopoli contruita nel giro di 35 anni dalla Repubblica Popolare Cinese vicino ad Hong Kong. Delisle vi si reca a fare da coordinatore tra la casa belga di produzione di animazioni Dupuis e uno studio cinese in cui animatori cinesi disegnano lungometraggi per bambini (Papyrus) partendo dallo Storyboard in francese.
Il fumetto racconta delle difficoltà a gestire il lavoro di coordinamento con lo studio cinese e dello shock culturale di un occidentale in questa megalopoli cinese orientata al profitto.

## Trama

### La storia
Delisle viene mandato a Shenzhen per coordinare un progetto di animazione, e passa tre mesi al Great Wall Hotel.
Diversamente da Hong Kong, a Shenzhen non ci sono molti Cinesi bilingui e di conseguenza ha diversi problemi di comunicazione durante il suo soggiorno, compresi quelli con gli interpreti al lavoro. Spesso per comunicare deve ricorrere ai disegni o ai gesti.
Dato che la principale attività di svago in città è lo shopping, Delisle cerca di leggere libri, lavora per la rivista Lapin de L'Association, e compra libri artistici cinesi (disegni di bambini, Wang Chi Yun, Hu Buo Zhong). Trova una copia di Théodore Poussin e scopre che Spirou, che amava da piccolo, non è più divertente.
Tra le esperienze che fa durante il suo soggiorno a Shenzhen c'è una visita da un dentista cinese per curarsi un mal di denti ma, dopo aver visto le condizioni poco igieniche dello studio dentistico, è molto sollevato allo scoprire che si tratta solo di un caso di mesializzazione.

### I personaggi e i temi
Principalmente Delisle racconta dettagli del quotidiano durante la sua permanenza a Shenzhen. Ci sono meno commenti politici rispetto a suoi fumetti posteriori come Pyongyang.
A proposito dell'Esodo dalle campagne cinese Delisle lo paragona alla Divina Commedia, con la campagna cinese paragonata all'Inferno, gli Stati Uniti paragonati al Paradiso e le grandi città cinesi, Shenzhen, e Hong Kong paragonate ai cerchi intermedi.
I suoi cognoscenti di lingua cinese lo portano a provare la cucina cinese.
Trova Canton e Hong Kong più interessanti di Shenzhen.
L'unica attrazione turistica che visita in città è Window of the World, dato che i suoi amici cinesi non sono interessati a vedere Splendid China.
Fa un pranzo di Natale con un animatore cinese che, sebbene sia un fan di Rembrandt ha solo una foto in bianco e nero di Betsabea con la lettera di David.

## Edizioni italiane
Le ristampe italiane del fumetto includono le seguenti edizioni:
- Shenzhen, Edizioni Fusi Orari, 2007, 152 pagine in bianco e nero, formato 16,5 x 23,5, ISBN 9788889674253.
- Shenzhen, Edizioni Rizzoli Lizard, 2014, 150 pagine in bianco e nero, formato 17 x 24, ISBN 9788817072823.